# Cos
|  | Aquest article tracta sobre el concepte en anatomia. Vegeu-ne altres significats a «Cos (desambiguació)». |

El cos d'un ésser viu és la seva part física i material. En el cas dels humans en particular (cos humà), ha estat associada al llarg dels segles amb l'ànima, personalitat i comportament. En certs contexts, una part superficial del cos, com el cabell, pot no ser-ne considerat una part, fins i tot quan s'hi troba adjunt. El mateix es pot dir de substàncies excretables. En general, es considera que les plantes no tenen cos. L'estudi del cos és conegut com a anatomia.